# Агнівілл (Вірджинія)
Агнівілл — покинута невключена територія в окрузі Принс-Вільям, Вірджинія, США. Агнівілл розташований на захід від містечка Оккоукван, на перетині доріг Міннівілл-Роуд (раніше — Дейвіс-Форд) та Телеграф-Роуд. Раніше він був відомий як Агнесвілл (англ. Agnesville) та Чинн-Таун (англ. Chinn Town).
Агнівілл пролягає вздовж Міннівілл-Роуд від Олд-Бридж-Роуд до старої Горнер-Роуд (біля дороги, яка зараз відома як Кейтон-Гілл-Роуд). Період розквіту Агнівілла припав на 1890—1927 роки.

## Історія
Землю, яка згодом стала Агнівіллом, викупили й заселили звільнені раби. Родина Чиннів, яку звільнила з рабства Генні Філдер Роу після Громадянської війни у США, отримала достатньо грошей для купівлі близько 500 акрів землі 1889 року.
Поштове відділення в Агнівіллі заснували 1891 року, а 1927 року його закрили, перенісши всі поштові послуги до поштового відділення у Вудбриджі.
Баптистську церкву Маунт-Олайв заснували 1915 року на Телеграф-Роуд. Землю під будівництво церкви пожертвував Вільям Воллес Чинн.
Агнівілл був розташований вздовж головної дороги, яка вела з містечка Оккоукван, Вірджинія. Занепад Агнівілла супроводжувався перенесенням головної магістралі з Телеграф-Роуд до тієї, яка тепер відома як 1-ша магістраль США, що проходить через Вудбридж, Вірджинія.

## Економіка
Фермерство та лісозаготівля були головними видами економічної діяльності.

## Сучасність
Більшу частину Агнівілла перепланували. На північ від Міннівілл-Роуд тепер розташована громада Лейк-Ридж, Вірджинія. На південь від цієї дороги місцевість теж було певною мірою переплановано, а чимала частина того, що ще не перебудували, призначена для комерційного та житлового будівництва. Баптистська церква Маунт-Олайв, що на Телеграф-Роуд, усе ще діє в цій місцевості.